# Liste de jeux PlayStation Network
La liste de jeux PlayStation Network répertorie les jeux vidéo disponibles sur le PlayStation Network de Sony, toutes régions confondues.

## PlayStation Network
- Haut – A
- B
- C
- D
- E
- F
- G
- H
- I
- J
- K
- L
- M
- N
- O
- P
- Q
- R
- S
- T
- U
- V
- W
- X
- Y
- Z

Légende :
- (EPS3) = exclusivité PlayStation 3
- (EPS4) = exclusivité PlayStation 4
- (EPSV) = exclusivité PlayStation Vita

### 0-9
- .detuned (EPS3)
- 1942: Joint Strike
- 140
- 2Dark
- 3 on 3 NHL Arcade
- 4 Elements HD (compatible PSM)

### A
- Adventures of Mana (EPSV)
- Age of Booty
- Alien Breed Evolution
- Angel Love Online
- Aqua Vita (EPS3)
- Assault Heroes
- Astro Tripper (EPS3)
- Auditorium (compatible PSM)

### B
- Battlefield 1943
- Battle Garegga Rev.2016 - J
- Battle Tanks (EPS3)
- Bejeweled 2
- Bomberman '94
- Bomberman Ultra (EPS3)
- Bionic Commando Rearmed
- Bionic Commando Rearmed 2
- Blast Factor (EPS3)
- Blue Toad Murder Files (EPS3)
- Braid
- Brain Challenge
- Burn Zombie Burn!
- Burnout Paradise: The Ultimate Bundle
- Buzz! Junior : Robots en folie
- Buzz! Junior : Singes en délire (EPS3)
- Buzz! Junior : Les Petits Monstres (EPS3)
- Buzz! Junior : Les P'tits Dinos (EPS3)
- Buzz! Quiz World

### C
- Caladrius Blaze
- Call of Duty Classic
- Calling All Cars! (EPS3)
- Cash Guns Chaos
- Castle Crashers
- Castlevania: Harmony of Despair
- Catan
- CellFactor: Psychokinetic Wars
- Championship Sprint
- Command and Conquer: Red Alert 3 - Commander's Challenge
- Comet Crash (EPS3)
- Corpse party : Blood drive
- Corpse party : Book of Shadows(EPSV)
- Cosmophony
- Crash Commando (EPS3)
- Critter Crunch (EPS3)
- Crystal Defenders
- Cuboid (EPS3)

### D
- Danganronpa 1 and 2 Reload
- Dangun Feveron - J (EPS4)
- Dark Mist
- Dead Block
- Dead Nation
- Devil's Crush
- Digger HD (EPS3)
- Disc Jam (EPS4)
- Diner Dash
- Dress
- Droplitz
- Dungeon Explorer
- Deathspank

### E
- Echochrome (EPS3)
- Elefunk (EPS3)
- Eye Create
- Entwined (EPS4)
- Erica (EPS4)

### F
- F1 2009 (jeu vidéo)
- Faery: Legends of Avalon
- Fat Princess (EPS3)
- Fatal Inertia EX (EPS3)
- Feel Ski
- Fez
- Flock!
- flOw (EPS3)
- Flower (EPS3)
- Fret Nice
- Frogger Returns
- FIFA 12
- FIFA 13

### G
- Gal Gunvolt - J
- Gal Gunvolt Burst
- Gauntlet II
- Geon
- Go! Puzzle (EPS3)
- Go! Sudoku (EPS3)
- Grand Theft Auto III (EPS4)
- Grand Theft Auto: San Andreas (EPS4)
- Grand Theft Auto: Vice City (EPS4)
- Gran Turismo HD Concept
- Gran Turismo 5 Prologue
- Gravity Crash (EPS3)
- GripShift
- GTI Club+ (EPS3)
- Gundemoniums
- Gunstar Heroes

### H
- Hard Corps: Uprising
- Hatsune Miku: Project DIVA Future Tone (EPS4)
- Heavy Weapon
- High Stakes on the Vegas Strip: Poker Edition (EPS3)
- High Velocity Bowling (EPS3)
- Hustle Kings (EPS3)
- Hyperballoid HD

### I
- Ikaruga
- Inferno Pool
- Interpol: The Trail of Dr. Chaos
- Invincible Tiger: The Legend of Han Tao

### J
- Jeopardy!
- Joe Danger (EPS3)
- Journey
- Joust

### K
- Kai-Ri-Sei Million Arthur - J
- Kart Attack
- Katsuragi Misato Hōdō Keikaku

### L
- Lara Croft and the Guardian of Light
- Layers of Fear (EPS4)
- Last Guy, The (EPS3)
- Lead and Gold: Gangs of the Wild West
- Lemmings (EPS3)
- Limbo
- Linger in Shadows (EPS3)
- LocoRoco Cocoreccho! (EPS3)
- Lumines Supernova (EPS3)

### M
- Madden NFL Arcade
- Magic Orbz (EPS3)
- Mahjong Tales: Ancient Wisdom (EPS3)
- Mahou Daisakusen - J
- Mainichi Issyo
- Marvel vs. Capcom 2
- Matt Hazard: Blood Bath and Beyond
- Mega Man 9
- Mega Man 10
- Mesmerize: Distorsion (EPS3)
- Mesmerize: Trace (EPS3)
- Military Madness: Nectaris
- Minna de Spelunker
- Minna de Spelunker Black
- Mortal Kombat II
- Mushroom Wars (EPS3)

### N
- Namco Museum Essentials (EPS3)
- NBA Unrivaled
- Necromancer
- New Adventure Island
- NFL Head Coach 09
- Noby Noby Boy (EPS3)
- Notes of obsession (EPS4)
- Novastrike (EPS3)
- Nucleus (EPS3)
- Numblast (EPS3)

### O
- Operation Creature Feature (EPS3)
- OutRun Online Arcade(EPS3)* Pirate One Piece

### P
- PachiPara DL Hyper Sea Story in Karibu
- Pain (EPS3)
- Paranautical Activity
- PC Kid
- PC Kid 2
- Peggle
- Penny Arcade Adventures: On the Rain-Slick Precipice of Darkness
- Phantom Breaker: Battle Grounds Overdrive
- Piyotama (EPS3)
- PixelJunk Eden (EPS3)
- PixelJunk Monsters (EPS3)
- PixelJunk Racers (EPS3)
- PixelJunk Shooter (EPS3)
- Polar Panic
- Power League 4
- Power Sports
- Prince of Persia Classic
- Punisher, The: No Mercy (EPS3)
- Puzzle Quest: Challenge of the Warlords
- Puzzle Quest: Galactrix
- Puzzlegeddon

### Q
- Q*bert

### R
- Rag Doll Kung Fu: Fists of Plastic (EPS3)
- Rain (jeu vidéo) (EPS3)
- Rampage: World Tour
- Rampart
- Ratchet and Clank: A Crack in Time (EPS3)
- Ratchet and Clank : La taille, ça compte (EPSV)
- Ratchet and Clank: Quest for Booty (EPS3)
- RayStorm HD
- Red Baron Arcade (EPS3)
- Resident Evil: Code Veronica X HD
- Resident Evil 4 HD
- Resogun (EPS4)
- Revenge of the Wounded Dragons (EPS3)
- Riff: Everyday Shooter
- Rocketmen: Axis of Evil

### S
- Savage Moon (EPS3)
- Scene It ? Lumières ! Action !
- Sengoku Mahjong
- Shantae and the Pirate's Curse
- Shantae: Half-Genie Hero
- Shatter
- Secret Ponchos
- Shiki-Tei
- Sine Mora
- Siren: Blood Curse (EPS3)
- Sky Diving
- Smash Cars (EPS3)
- Snakeball (EPS3)
- SOCOM: Confrontation (EPS3)
- Söldner-X: Himmelsstürmer
- Söldner-X 2: Final Prototype (EPS3)
- Sonic CD
- Spelunker World
- Star Trek: D-A-C
- Stick It to the Man!
- Super Puzzle Fighter II Turbo HD Remix
- Super Rub 'a' Dub (EPS3)
- Super Star Soldier
- Super Stardust HD (EPS3)
- Super Street Fighter II Turbo HD Remix
- Supersonic Acrobatic Rocket-Powered Battle-Cars (EPS3)
- Switchball
- Sword Art Online: Re:Hollow Fragment

### T
- Tank Battles
- Teenage Mutant Ninja Turtles: Turtles in Time Re-Shelled
- Tekken 5: Dark Resurrection (EPS3)
- Texas Cheat'em
- The Forest (EPS4)
- The Park (EPS4)
- Thexder Neo (EPS3)
- Topatoi (EPS3)
- Tori Emaki (EPS3)
- TowerFall Ascension (EPS4)
- Toy Home (EPS3)
- Trash Panic (EPS3)
- Trials of Topoq (EPS3)
- Trine
- Trine 2
- TV Show King

### U
- Uno

### V
- VA-11 Hall-A
- Vandal Hearts: Flames of Judgment

### W
- Warhawk (EPS3)
- Watchmen: The End is Nigh
- Wheel of Fortune
- WipEout HD (EPS3)
- Wizardry: Torawareshi Tamashii no Meikyū
- Wolf of the Battlefield: Commando 3
- Wolfenstein 3D
- Worms

### X
- X-Men

### Z
- Zen Pinball (EPS3)
- Zombie Apocalypse (en)
- Zuma

## Sources
- Cet article est partiellement ou en totalité issu de l'article intitulé « Liste des exclusivités playstation 3 » (voir la liste des auteurs).